# Cardacus willeyi
Cardacus willeyi är en kackerlacksart som först beskrevs av Robert Walter Campbell Shelford 1908.  Cardacus willeyi ingår i släktet Cardacus och familjen Nocticolidae.
Artens utbredningsområde är Sri Lanka. Inga underarter finns listade.